# Ines Weber
Ines Weber (* 11. April 1970 in Rheda-Wiedenbrück) ist eine deutsche römisch-katholische Theologin, Kirchenhistorikerin und Hochschullehrerin für Christliche Persönlichkeitsbildung sowie Leiterin des Drittmittelprojektes „gute gesellschaft. Persönlichkeitsbildung“.

## Leben
Nach dem Abitur 1989 am Einstein-Gymnasium Rheda-Wiedenbrück machte sie von 1989 bis 1991 eine Ausbildung zur Bankkauffrau bei der Westdeutschen Landesbank Girozentrale Münster.  Als Bankkauffrau arbeitete sie 1991 bei der Kreissparkasse Wiedenbrück. Von 1991 bis 1997 studierte sie katholische Theologie und Chemie an der Universität Münster. Das Cusanuswerk förderte sie von 1998 bis 1999 als Stipendiatin. Von 1999 bis 2004 war sie Wissenschaftliche Mitarbeiterin am Lehrstuhl für Mittlere und Neuere Kirchengeschichte der Universität Tübingen, wo sie 2003 die Promotion zum Doktor der Theologie bei Andreas Holzem ablegte. Die Dissertation Una lex de viris et de feminis. Zur Religions- und Gesellschaftsgeschichte der Ehe im frühen Mittelalter wurde 2004 mit dem Promotionspreis der Eberhard Karls Universität Tübingen ausgezeichnet.
Von 2004 bis 2014 war sie wissenschaftliche Assistentin am Lehrstuhl für Mittlere und Neuere Kirchengeschichte der Universität Tübingen. In Elternzeit war sie von 2005 bis 2008. Seit 2008 ist sie Dozentin und Beraterin beim Career Service der Universität Tübingen. Den Lehrstuhl im Fach Mittlere und Neue Kirchengeschichte der Universität Regensburg vertrat sie von 2011 bis 2012. Der Stifterverband für die Deutsche Wissenschaft förderte sie von 2012 bis 2014 mit einem Stipendium zum Abschluss der Habilitation. Als Gastprofessorin für Nachwuchswissenschaftlerinnen lehrte sie 2013 an der Universität Augsburg. Im Jahr 2014 erfolgte die Habilitation an der Universität Tübingen mit der Lehrbefugnis für das Fach Mittlere und Neuere Kirchengeschichte bei Andreas Holzem mit der Habilitationsschrift Mensch und Bibel. Zur Bildung des Herzens in der katholischen Aufklärung des deutschen Südwestens. Nach Lehraufträgen 2016 an der Katholischen Privat-Universität Linz (KU Linz) lehrte sie dort von Oktober 2016 bis September 2024 als Professorin für Kirchengeschichte und Patrologie. Seit dem Studienjahr 2024/25 hat Weber die Stiftungsprofessur (50 %) für „Christliche Persönlichkeitsbildung“ an der Paris-Lodron-Universität Salzburg inne.
Ihre Forschungsschwerpunkte sind Christentumsgeschichte des frühen Mittelalters und des 19. und 20. Jahrhunderts, Frömmigkeits- und Theologiegeschichte (Anthropologie, Eschata, Geschlecht), Geschichte der christlichen Erziehung, Linzer Diözesangeschichte und Persönlichkeitsbildung an der Hochschule.
Seit 2014 leitet Weber das Drittmittelprojekt „gute gesellschaft. Persönlichkeitsbildung“ und ist als Trainerin im Bereich der Persönlichkeitsbildung sowie der Schul- und Hochschuldidaktik tätig.
Von 2017 bis 2024 war sie Chefredakteurin der Zeitschrift Theologisch-praktische Quartalschrift (ThPQ).
Seit Oktober 2024 ist Weber Professorin für Christliche Persönlichkeitsbildung an der Paris Lodron Universität Salzburg (PLUS).